# Сократ Схоластик
Сократ Схоластик  (грец. Σωκράτης ο Ιστορικός или Σχολαστικός, лат. Socrates Scholasticus; біля 380, Константинополь — після 439) — візантійський християнський історик грецького походження, автор «Historia Ecclesiastica» — «Церковної Історії» в 7 книгах.

## Біографія
Вже в античні часи не існувало ніяких відомостей про його біографії крім фактів, згаданих ним самим в «Церковній Історії», творі, створеного за зразком однойменної праці  Євсевія Кесарійського, де активно окреслюється роль імператора в церковних справах, і світським проблемам приділяється така ж увага, як і релігійним.
Вчителями Сократа, судячи з його спогадів, були граматики на ім'я Елладій і Амоній, які прибули в Константинополь з Александрії, де вони були язичницькими жерцями. Повстання у 391 році, що супроводжувалося розгромом храмів, змусило їх до вигнання. Під час цього розгрому, зокрема, був зруйнований храм Серапеум. 
Мабуть, Сократ належав до заможного стану, оскільки мав можливість отримати прекрасну освіту. Він вивчав граматику, риторику, біблійну екзегезу, відмінно знав латинських авторів.
Чи вчився в подальшому Сократ у софіста Троїла, до кінця не доведено. У наступні роки він подорожував, відвідавши, крім усього іншого, Пафлагонію і Кіпр.
Так само немає інформації про професію Сократа. Припускають, що він не був священником, що мотивується його ліберальним богослов'ям; не міг бути і чиновником, оскільки в його творі немає характерного для таких авторів панегіричних описів імператорських діянь — хоча при цьому до існуючого порядку речей він відчуває явну симпатію. Судячи з тексту припускають, що він був юристом, до того ж, титул «Схоластик» дає багатьом привід бачити в ньому «адвоката» (але патріарх Фотій демонстративно опускає це прізвисько).
Освіта, отримана у язичницьких граматиків, була причиною поваги Сократа до грецької язичницької науці; він охоче вивчав — хоча і критикував, захищаючи християнство, — твори Юліана і Лібанія; з більш древніх письменників, він поважав особливо Фукідіда, якому намагався наслідувати в складі мови і в композиції. Християнських авторів він почав вивчати лише в той час, коли вже приступив до написання своєї церковної історії.